# Haskell (Teksas)
Haskell – miasto w Stanach Zjednoczonych, w stanie Teksas, w hrabstwie Haskell. W 2000 roku liczyło 3 106 mieszkańców.